# Geeling Ching
Geeling Ng (anglicisé en Geeling Ching, nom qu'elle porte désormais,) est une professionnelle de la restauration, mannequin et actrice néo-zélandaise née en 1960 à Auckland.
Elle est surtout connue comme personnage principal du clip au succès mondial China Girl du chanteur anglais David Bowie, une expérience qui l'a profondément marquée.

## Carrière
Gillian Ching naît en 1960 et grandit à Auckland auprès de ses parents Betty et Robert Ching et d'une sœur aînée. Robert a émigré de Chine à l'âge de quinze ans, et la famille vit au dessus du commerce de fruits et légumes qu'ils exploitent. Geeling y travaille quelque temps comme mannequin pour des créateurs de mode, puis déménage à Sydney vers l'âge de vingt ans avec son petit ami, un musicien.
À l'âge de 23 ans elle auditionne pour le rôle principal féminin du clip China Girl de Bowie. Elle n'a alors aucune expérience d'actrice et gagne sa vie en préparant des salades dans une brasserie de Sydney. Le tournage du réalisateur David Mallet se déroule majoritairement dans le Chinatown de Sydney et s'étend sur une semaine (Mallet et Bowie tournent simultanément Let's Dance). La scène où Bowie et Geeling Ng s'enlacent nus sur un rivage est filmée à l'aube, sur une plage glaciale : elle vaudra au clip d'être interdit dans plusieurs pays, dont la Nouvelle-Zélande,. Geeling a à l'occasion une brève liaison avec la star, qui l'invite à l'accompagner pendant plusieurs semaines lors de la tournée Serious Moonlight en Europe.
Elle apparaît ensuite dans quelques films et épisodes de série télévisées :
- Mad Max : Au-delà du dôme du tonnerre (1985)
- Illustrious Energy (1988)
- Desperate Remedies (1993)
- The Adventures of Suzy Boon (série TV, trois épisodes en 2018)
- Gloss (série)[2].

Sur le tournage de Gloss elle rencontre son futur mari, Mark Anderson (le couple a depuis divorcé).
En 2008, elle présente les séquences cuisine de l'émission Asia Downunder de la chaîne néo-zélandaise TV ONE et dirige en parallèle un bar-restaurant à Auckland. En 2021, elle proteste contre un projet de piste cyclable dans sa ville.